# Aeroportul Jinggangshan
Aeroportul Jinggangshan (IATA: JGS, ICAO: ZSGS) este un aeroport din Taihe County⁠(d), Ji'an⁠(d), Jiangxi, Republica Populară Chineză ce deservește zona Ji'an⁠(d). Aeroportul a fost tranzitat în 2022 de 285.522 de pasageri.
Situat la o altitudine de 86 m, aeroportul dispune de o singură pistă.